# Tamara Jernigan
Tamara Elizabeth „Tammy” Jernigan (ur. 7 maja 1959 w Chattanoodze w stanie Tennessee) – amerykańska astronautka w stanie spoczynku, inżynier i uczona. Po pięciu lotach wahadłowcem podjęła pracę w Lawrence Livermore National Laboratory (Narodowym Laboratorium im. Lawrence’a w Livermore).

## Wykształcenie
Jernigan ukończyła liceum w kalifornijskim Santa Fe Springs w 1977 roku. Następnie uczęszczała na Uniwersytet Stanforda, gdzie w 1981 roku otrzymała tytuł Bachelor of Science w dziedzinie fizyki, a w 1983 Master of Science w dziedzinie inżynierii. Następnie w 1985  na niedalekim Uniwersytecie Kalifornijskim w Berkeley zdobyła tytuł Master of Science w dziedzinie astronomii. W 1988 uzyskała doktorat w dziedzinie fizyki kosmosu i astronomii na Rice University.

## Kariera w NASA

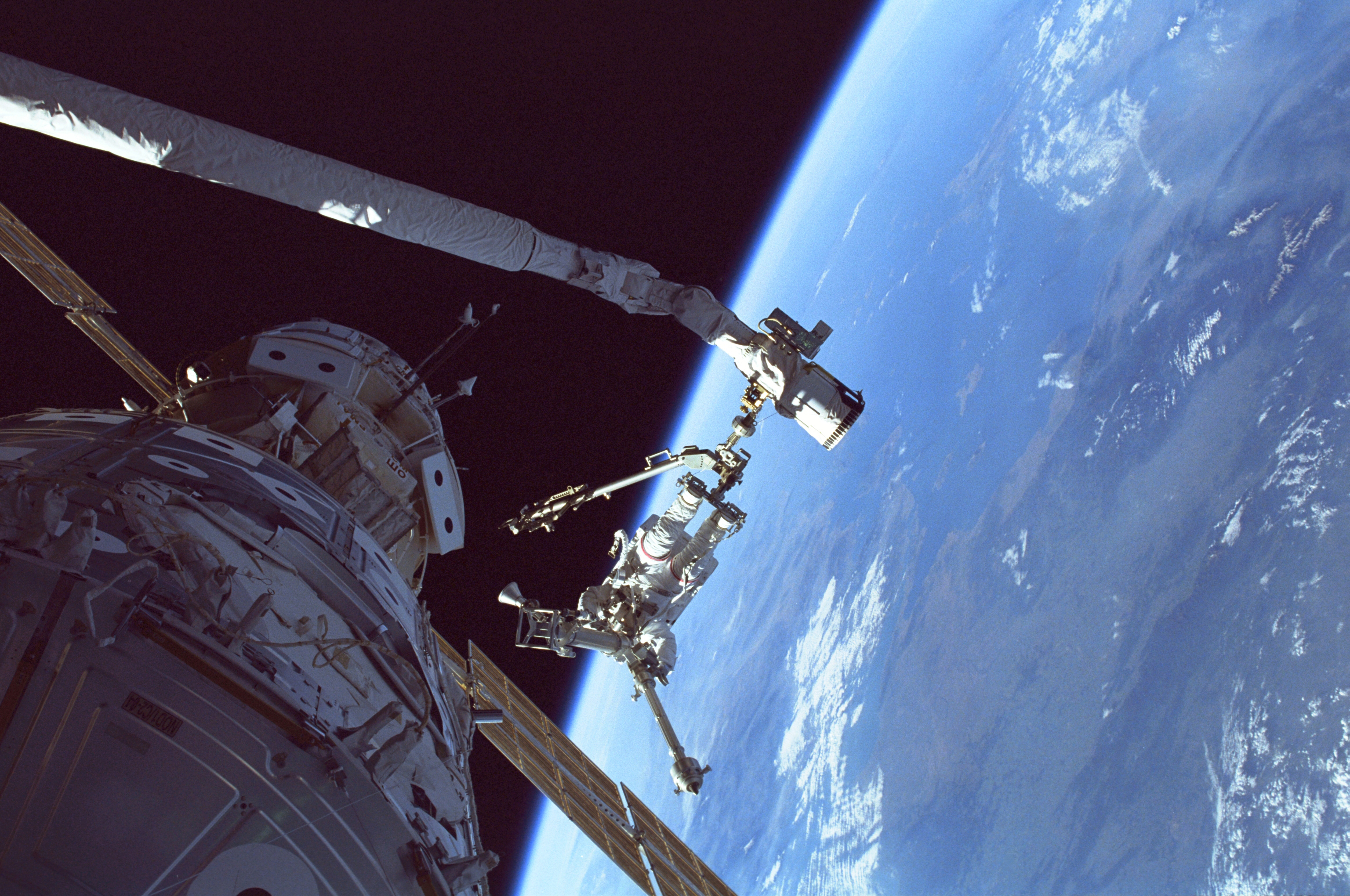
Spacer kosmiczny Tamary Jernigan

Od czerwca 1981 r. do lipca 1985 r. Jernigan pracowała na stanowisku badawczym w Centrum Badawczym imienia Josepha Amesa – położonym w Dolinie Krzemowej ważnym ośrodku badawczym NASA.
23 maja 1985 r. ogłoszono skład trzynastoosobowej jedenastej grupy astronautów NASA, z Jernigan w roli specjalistki misji. Po rocznym treningu i egzaminie w lipcu 1986 roku Jernigan wstąpiła do korpusu astronautycznego amerykańskiej agencji kosmicznej. W trakcie służby pełniła rolę operatorki łączności (CapCom) w kontroli misji STS-30, STS-28, STS-34, STS-33 i STS-32. Była też walidatorką oprogramowania i wiodącym astronautą w rozwoju oprogramowania kontroli lotu. W trakcie swojej kariery pełniła także funkcję szefowej działu opracowania misji Biura Astronautycznego (Astronaut Office Mission Development Branch), a także zastępcy dyrektora Biura Astronautycznego NASA.
Jernigan wykonała najwięcej lotów ze swojej grupy. W trakcie pięciu lotów kosmicznych na pokładzie trzech różnych promów kosmicznych spędziła ponad 1512 godzin.
Pierwszy start odbyła 5 czerwca 1991 r., z misją Spacelab Life Sciences – 1 wynoszonego laboratorium Spacelab. Podczas drugiego lotu była przede wszystkim odpowiedzialna za włoskiego satelitę geodezyjnego LAGEOS-II, a podczas trzeciego – za obserwatorium Astro-2. Pierwsze dwa wyjścia poza pojazd miała wykonać w trakcie misji STS-80, nie doszło jednak do nich z powodu awarii włazu śluzy powietrznej. Ostatecznie swój jedyny spacer kosmiczny wykonała podczas swojej ostatniej misji – STS-96 na pokładzie Discovery – w końcu maja 1999 r. Wyjście z zadaniami serwisowymi w towarzystwie Daniela Barry’ego trwało 7 godzin i 55 minut. Misja STS-96 była jej jedynym pobytem na – wówczas wciąż montowanej – Międzynarodowej Stacji Kosmicznej.
Agencję kosmiczną opuściła we wrześniu 2001 roku, aby objąć funkcję Assistant Associate Director for Physics and Advanced Technologies w Lawrence Livermore National Laboratory.

## Wykaz lotów
| Loty kosmiczne, w których uczestniczyła Tamara Elizabeth Jernigan | Loty kosmiczne, w których uczestniczyła Tamara Elizabeth Jernigan | Loty kosmiczne, w których uczestniczyła Tamara Elizabeth Jernigan | Loty kosmiczne, w których uczestniczyła Tamara Elizabeth Jernigan | Loty kosmiczne, w których uczestniczyła Tamara Elizabeth Jernigan | Loty kosmiczne, w których uczestniczyła Tamara Elizabeth Jernigan | Loty kosmiczne, w których uczestniczyła Tamara Elizabeth Jernigan |
| №                                                                 | Data startu                                                       | Statek kosmiczny                                                  | Data lądowania                                                    | Statek kosmiczny                                                  | Funkcja                                                           | Czas trwania                                                      |
| ----------------------------------------------------------------- | ----------------------------------------------------------------- | ----------------------------------------------------------------- | ----------------------------------------------------------------- | ----------------------------------------------------------------- | ----------------------------------------------------------------- | ----------------------------------------------------------------- |
| 1                                                                 | 5 czerwca 1991 13:24:51 UTC                                       | STS-40 Columbia F-11                                              | 14 czerwca 1991 15:39:11 UTC                                      | STS-40 Columbia F-11                                              | specjalistka misji 2 (MS-2)                                       | 9 dni 2 godziny 14 minut i 20 sekund                              |
| 2                                                                 | 22 października 1992 17:09:39 UTC                                 | STS-52 Columbia F-13                                              | 1 listopada 1992 14:05:52 UTC                                     | STS-52 Columbia F-13                                              | specjalistka misji 3 (MS-3)                                       | 9 dni 20 godzin 56 minut i 12 sekund                              |
| 3                                                                 | 2 marca [1995 06:38:13 UTC                                        | STS-67 Endeavour F-8                                              | 18 marca 1995 21:46:59 UTC                                        | STS-67 Endeavour F-8                                              | specjalistka misji 3 (MS-3)                                       | 16 dni 15 godzin 8 minut i 48 sekund                              |
| 4                                                                 | 19 listopada 1996 19:55:47 UTC                                    | TS-80 Columbia F-21                                               | 7 grudnia 1996 11:49:05 UTC                                       | STS-80 Columbia F-21                                              | specjalistka misji 1 (MS-1)                                       | 17 dni 15 godzin 53 minuty i 18 sekund                            |
| 5                                                                 | 27 maja 1999 10:49:42 UTC                                         | STS-96 Discovery F-26                                             | 6 czerwca 1999 06:02:43 UTC                                       | STS-96 Discovery F-26                                             | specjalistka misji 1 (MS-1)                                       | 9 dni 19 godzin 13 minut i 1 sekunda                              |
| Łączny czas spędzony w kosmosie – ok. 63 dni 1 godzina 24 minuty  |                                                                   |                                                                   |                                                                   |                                                                   |                                                                   |                                                                   |

## Kariera w LLNL

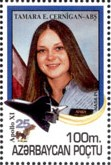
Azerski znaczek pocztowy z Jernigan z 1995 r.

Od opuszczenia NASA pracuje w narodowym laboratorium im. Lawrence’a w kalifornijskim Livermore. Początkowo Assistant Associate Director for Physics and Advanced Technologies, w 2018 r. pełniła funkcję Deputy Principal Associate Director w dziale Weapons and Complex Integration (WCI). Ponadto zasiadała w radzie ds. badań kosmicznych (National Academy Space Studies Board) i zasiada w komitecie naukowym NASA (NASA Science Committee) i w Naval Studies Board.

## Życie prywatne
Jernigan mieszka w Kalifornii. Astronautka poślubiła Petera Jeffreya Wisoffa – innego amerykańskiego astronautę, z późniejszej grupy trzynastej; para ma jedno dziecko.